# Veenkerk (Klazienaveen)
De Veenkerk  is een eenvoudige zaalkerk met aangebouwde toren in het Drentse dorp Klazienaveen-Noord. De kerk, gebouwd in opdracht van de familie Scholten, is in 1998 aangewezen als rijksmonument. 

## Geschiedenis
Klazienaveen-Noord kreeg in 1902 op aandringen van de evangelist Willem Braak-Hekke uit Emmer-Compascuum een houten hulpkerkje. In 1923 werd deze kerk vervangen door een stenen kerk. Het initiatief ging uit van de evangelist Willem de Weerd, die financieel ondersteund werd door de familie Scholten. Zelf droeg De Weerd aan de financiering bij door de revenuen van zijn boek "De domeneer van turfland" voor de bouw van de kerk beschikbaar te stellen. De eerste steen werd in juni 1922 gelegd; de kerk werd in 1923 ingewijd.
De zaalkerk is vier traveeën breed onder een zadeldak. De aangebouwde toren is ongeleed en heeft een ingesnoerde spits. De ingang van de kerk bevindt zich onder in de toren.

## Interieur
De oorspronkelijke preekstoel is in 1946 verwijderd. Deze is in 1993 gereconstrueerd. Het eerste orgel is in 1950 verkocht naar Burgh-Haamstede. Toen is een nieuw orgel van de Gebroeders Van Vulpen uit Utrecht geplaatst.